# خانه صفاقلی خلیلی
خانه صفاقلی خلیلی مربوط به دوره قاجار است و در شهرستان خوسف، روستای نوغاب واقع شده و این اثر در تاریخ ۲۲ مرداد ۱۳۸۴ با شمارهٔ ثبت ۱۳۱۲۴ به‌عنوان یکی از آثار ملی ایران به ثبت رسیده است.